# Trendelburg
Trendelburg är en stad i Landkreis Kassel i Regierungsbezirk Kassel i förbundslandet Hessen i Tyskland. Trendelburg har cirka 4 800 invånare.

## Administrativ indelning
Trendelburg består av åtta Stadtteile.
- Deisel
- Eberschütz
- Friedrichsfeld
- Gottsbüren
- Langenthal
- Sielen
- Stammen
- Weiler Exen